# Frank Campanella
Frank Campanella (New York, 1919. március 12. – Los Angeles, 2006. december 30.) olasz-amerikai színész, szicíliai felmenőkkel. Öccse a színész Joseph Campanella. A második világháború alatt fordítóként dolgozott.

## További információ
- Frank Campanella a PORT.hu-n (magyarul)
- Frank Campanella az Internetes Szinkronadatbázisban (magyarul)
- Frank Campanella az Internet Movie Database-ben (angolul)
- Frank Campanella a Rotten Tomatoeson (angolul)